# Carex shinnersii
Carex shinnersii là một loài thực vật có hoa trong họ Cói. Loài này được P.Rothr. & Reznicek mô tả khoa học đầu tiên năm 2001.